# Max Knorr
Max Knorr (* 25. Januar 1926 in Brodnica, Polen; † unbekannt) war ein deutscher Politiker (NPD).

## Leben
Knorr war Physiker und lebte in Karlsruhe. Am 6. Mai 1944 beantragte er die Aufnahme in die NSDAP und wurde rückwirkend zum 20. April desselben Jahres aufgenommen (Mitgliedsnummer 10.043.643).
Knorr war Mitglied der NPD. Bei der Landtagswahl in Baden-Württemberg 1968 kandidierte er im Wahlkreis Lörrach. Er zog über ein Zweitmandat in den Landtag von Baden-Württemberg ein und gehörte diesem bis zum Ende der Legislaturperiode 1972 an.

## Schriften
- Faust in konsistenter Deutung: Goethes Entwicklungsdrama aus kulturgeschichtlicher Sicht. Weimarer Schiller-Presse 2005, ISBN 3-865-48201-5.